# Костень (Марамуреш)
Костень, Костені (рум. Costeni) — село у повіті Марамуреш в Румунії. Входить до складу комуни Купшень.
Село розташоване на відстані 383 км на північний захід від Бухареста, 28 км на південний схід від Бая-Маре, 87 км на північ від Клуж-Напоки.

## Населення
За даними перепису населення 2002 року у селі проживали 474 особи, усі — румуни. Усі жителі села рідною мовою назвали румунську.